# 亨利二十五世 (羅伊斯-格拉)
亨利二十五世（德語：Heinrich XXV.，1681年8月27日—1748年3月13日），羅伊斯-格拉伯爵，1735年至1748年在位。

## 家庭
1722年，亨利與普法爾茨-蓋爾恩豪森伯爵腓特烈·博恩哈德的妹妹索菲·瑪麗（Sophie Marie）結婚，兩人共有1子1女：
1. 索菲（1723年—1789年）
2. 亨利（1727年—1802年）